# 委內瑞拉管吻鯰
委內瑞拉管吻鯰，為輻鰭魚綱鯰形目甲鯰科的其中一種，為熱帶淡水魚，分布於南美洲奧里諾科河下游的Guaripiche河流域，體長可達19.8公分，棲息在底層水域，生活習性不明。

## 扩展阅读
維基物種上的相關：委內瑞拉管吻鯰